# Guo Huai
Guo Huai, 郭淮, Guō Huái, war ein Offizier der chinesischen Wei-Dynastie zur Zeit der Drei Reiche.
Er trat noch zu Cao Caos Zeiten in die Armee ein und wurde unter Cao Pi immer wieder befördert. Im Dienst unter dem Oberbefehlshaber Sima Yi stieg er bis zum Oberkommandanten auf und erwarb sich viele Verdienste um das Wei-Reich. Er wurde bei der Verfolgung des Shu-Generals Jiang Wei von einem Pfeil getroffen und starb.
| Personendaten    | Personendaten                                                   |
| ---------------- | --------------------------------------------------------------- |
| NAME             | Guo Huai                                                        |
| ALTERNATIVNAMEN  | 郭淮; Guō Huái                                                  |
| KURZBESCHREIBUNG | Offizier der chinesischen Wei-Dynastie zur Zeit der Drei Reiche |
| GEBURTSDATUM     | 2. Jahrhundert oder 3. Jahrhundert                              |
| STERBEDATUM      | 3. Jahrhundert                                                  |